# 青草湖 (台灣湖泊)
青草湖，原名青草湖山水庫，位於台灣新竹市東區，距新竹市區約4公里，湖水水源來自客雅溪，而從客雅溪下游段自青草湖以下至出海口段流經新竹市，全長約9,441公尺，曾經為新竹市當地重要的水庫，興建於1953年，1956年完工，具有觀光及灌溉等多重功能。其山光水色，曾是吸引觀光客主要賣點；但因水庫淤積、颱風破壞、上游濫建等原因，導致泥沙淤積、風景不再，遊客止步，一度成為名副其實的「青草」湖。
新竹市政府接手後，於民國96年（2007年）開始推動「青草湖重生計畫」，以杭州西湖為藍圖，希望能徹底改造青草湖，形成小西湖，包括泥沙清淤、壩頂重建、景觀改造、碼頭興建、環湖道路等工程；其中青草湖整治已於2009年7月完成，景觀興建工程則在12月時順利完成，目前則是在新建碼頭，讓遊客可以藉由划船飽覽湖面風光，現為新竹八景與新竹市風景特定區。同時，青草湖也是第七屆世界科技城市聯盟會員大會迎賓晚會的地點。
環湖公路經過水壩後左側有一上坡岔路（青峰路），是通往古奇峰與新竹科學園區的捷徑。另外，每週三於九玄宮廣場，有攤販聚集之「青草湖夜市」。湖的一旁則是靈隱寺，寺內環境清幽，還保存有許多日治時代留下的石燈石柱。

## 歷史

### 青草湖水庫的興衰

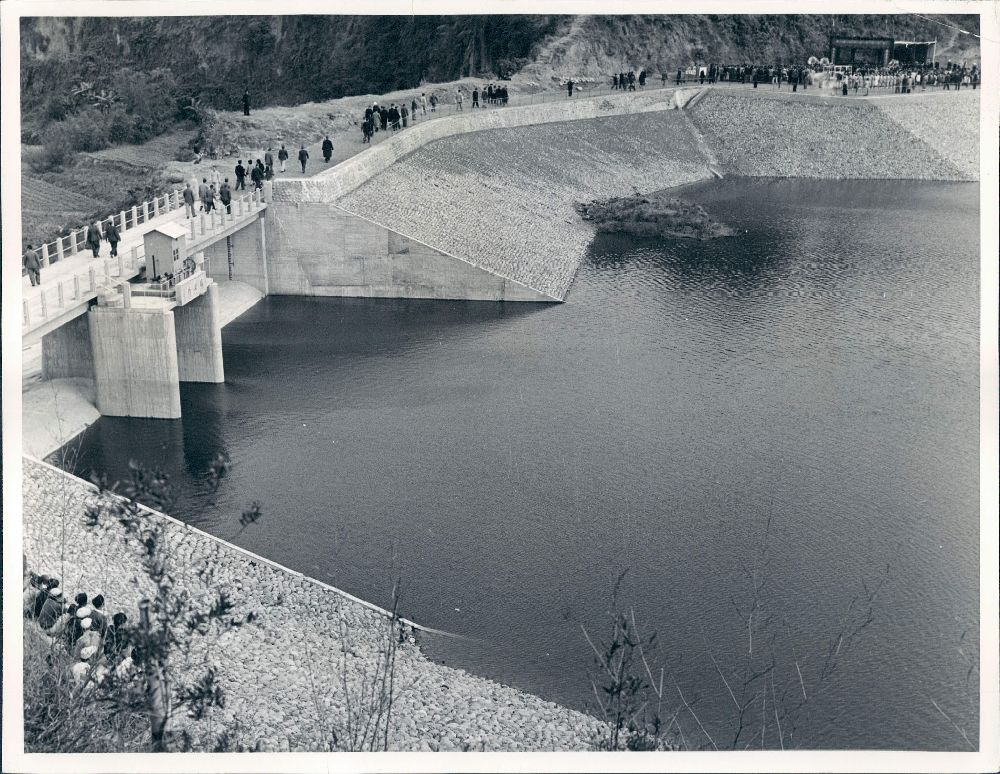
1957年甫竣工的青草湖水庫

青草湖地名源自於「牛軛湖」，當時客雅溪蝕刻作用盛行，讓曲流被河水切斷後，形成牛軛湖，而牛軛湖和河道間的地區，因時常遭水淹沒，故其水草叢生，因此稱該牛軛湖及其沿岸溼地為青草湖。政府於1956年在客雅溪建堤壩蓄溪流而成湖，用以補助灌溉香山區的農田，戰後初期水庫壩高17公尺，壩長149公尺，蓄水容量25萬立方公尺，水面平均29公頃，當時為新竹地區為頗負盛名的觀光及灌溉的風景區，曾名列北台灣八名勝，因此到了1981年5月政府希望能保持青草湖的自然風貌、帶動地方觀光發展與保育為目標，指定其為「風景計畫區」。
但幾年後客雅溪上游集水區的開發，不但加速優養化的產生，更造成泥沙淤積，使蓄水量銳減，進而讓防洪、灌溉功能喪失，至1987年起政府正式公告廢除青草湖水庫的使用功能，而這樣突如其來的轉變，讓美景風光消退，也導致了遊客大量流失，讓原本的計畫落空，也讓原本稱為青草湖的美麗湖泊變成名符其實的「青草地」。
2007年經新竹市政府清淤整治後，已重現其湖光山色美景。
2017年9月由新竹市政府委外經營，帶入運動、休閒元素，結合青草湖的優美環境營造城市運動風氣。

### 青草湖重生計畫
雖然新竹市政府接手青草湖的管理後，一直想要恢復以往的光景，從1988年起展開疏濬及美化的工程，但1995年的六四水災毀了一切，之後也有進行疏浚的工程，但桃芝、納莉颱風造成嚴重淤積，龐大的清理淤沙經費壓的市政府喘不過氣來，但龐大的淤沙也意外地在湖中產生一座成為保育人口中著名的「鳥島」（現為于飛島），吸引各式鳥類聚集。直到2007年，配合行政院「加強地方建設，擴大內需方案」，新竹市政府才開始推動「青草湖重生計畫」，包括排洪道改建、水庫清淤、景觀遊憩等工程，用以妥善利用水資源運用，期許讓此地再度成為新竹地區的最佳休閒場所：「水水的庄後花園」，也希望營造出「小西湖」風情。而青草湖整治於2009年7月完成，景觀興建工程則在12月時順利完成，目前則是在新建碼頭、停車場等設施，讓遊客可以划船飽覽風光，現為新竹八景之一。

## 生態
青草湖因為四周環山所以當地氣候比較溫暖，早期湖面比較大，有許多豐富的水生植物和魚類，但是後來泥沙淤塞漸漸的變多，水庫優養化嚴重，布袋蓮長滿整個湖面，加上慕名而來的眾多遊客，讓青草湖生態分布及生物種類有很大的改變。後經新竹市政府清淤整治，並增建映月橋並連通至于飛島上，已重新展現湖光山色之優美景緻。

## 景點

### 鳳凰橋
鳳凰橋（原名：環湖橋）為青草湖水庫的壩頂，並非道路或橋，約六米寬，是1956年修建水壩時才一併規劃成接連兩邊的「道路」。1971年代台灣電影《難忘的鳳凰橋》，以環湖橋為背景，由新竹在地人柯子餘、柯子清與台北影業投資者共同拍攝的電影，在當時叫好又叫座，曾創下連續播映102場的紀錄，票房更是直逼《梁祝》，其主題曲至今仍被傳唱，旋律與歌曲意境都頗受歡迎；其中歌曲中所描述的鳳凰橋，正是青草湖水庫水壩上的小橋。在電影上映後，鳳凰橋成為許多情侶們的定情地，而新竹人則開始以「鳳凰橋」稱之，原有的名稱反而被人完全遺忘。
1981年代，鳳凰橋因疏於維護、整修而漸漸沒落，然而也因為交通需求日益增加，讓民眾有了重建的念頭，一方面增加結構上的安全，一方面可以增加美感，進而帶動觀光收入。但市政府擔憂如果要拓寬，甚至是重建，都會遇到要拆除壩頂的問題，除了經費考量外，也要評估如何繼續維持水壩功能或廢除青草湖水庫等相關問題，直到2007年新竹市政府才開始推動「青草湖重生計畫」，於2008年封橋進行整建，並在2009年7月9日順利通車。新橋長43公尺、寬12公尺，外型仿舊橋興建，希望能復興周圍觀光。

### 青草湖風景紀念碑
青草湖風景紀念碑在鳳凰橋後方山頂的小山坡上，為當時政府在1956年水庫竣工以後，便矗立紀念碑在此處，紀念碑有六面上面刻著「青草湖風景區」與當時政府官員的題字：前行政院長俞鴻鈞「澤被蒸民」、前副總統陳誠「澤周利溥」、前總統嚴家淦「其利溥哉」、前新竹縣長朱盛淇「青草湖水庫碑記」、前行政院秘書長蔣夢麟「樹木養源」。但紀念碑周圍雜草重生，上面的雕刻也日漸剝落，尚需民眾努力維持與市府官員積極養護。

### 于飛島（鳥島）

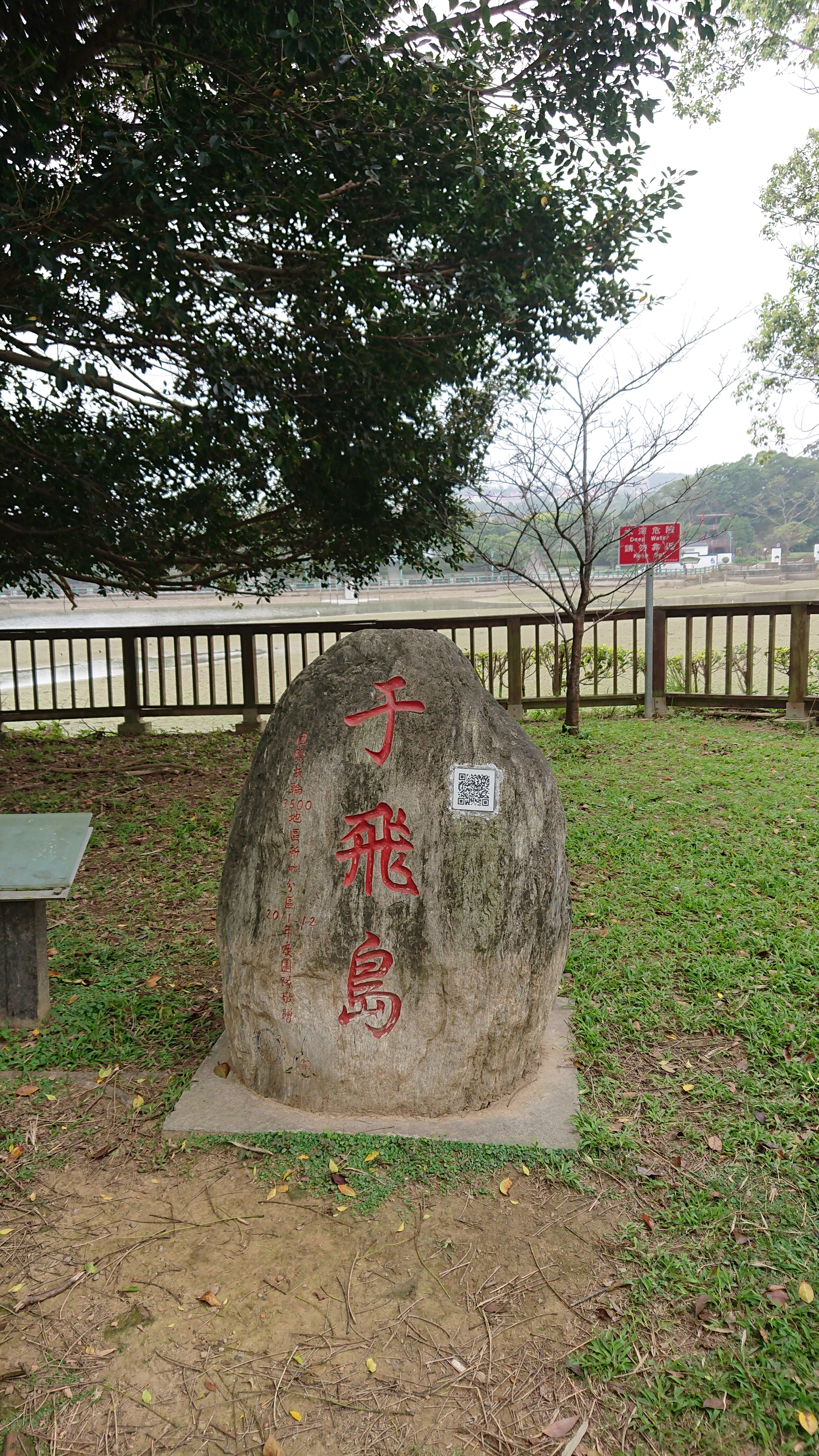
于飛島石碑地標

### 映月橋

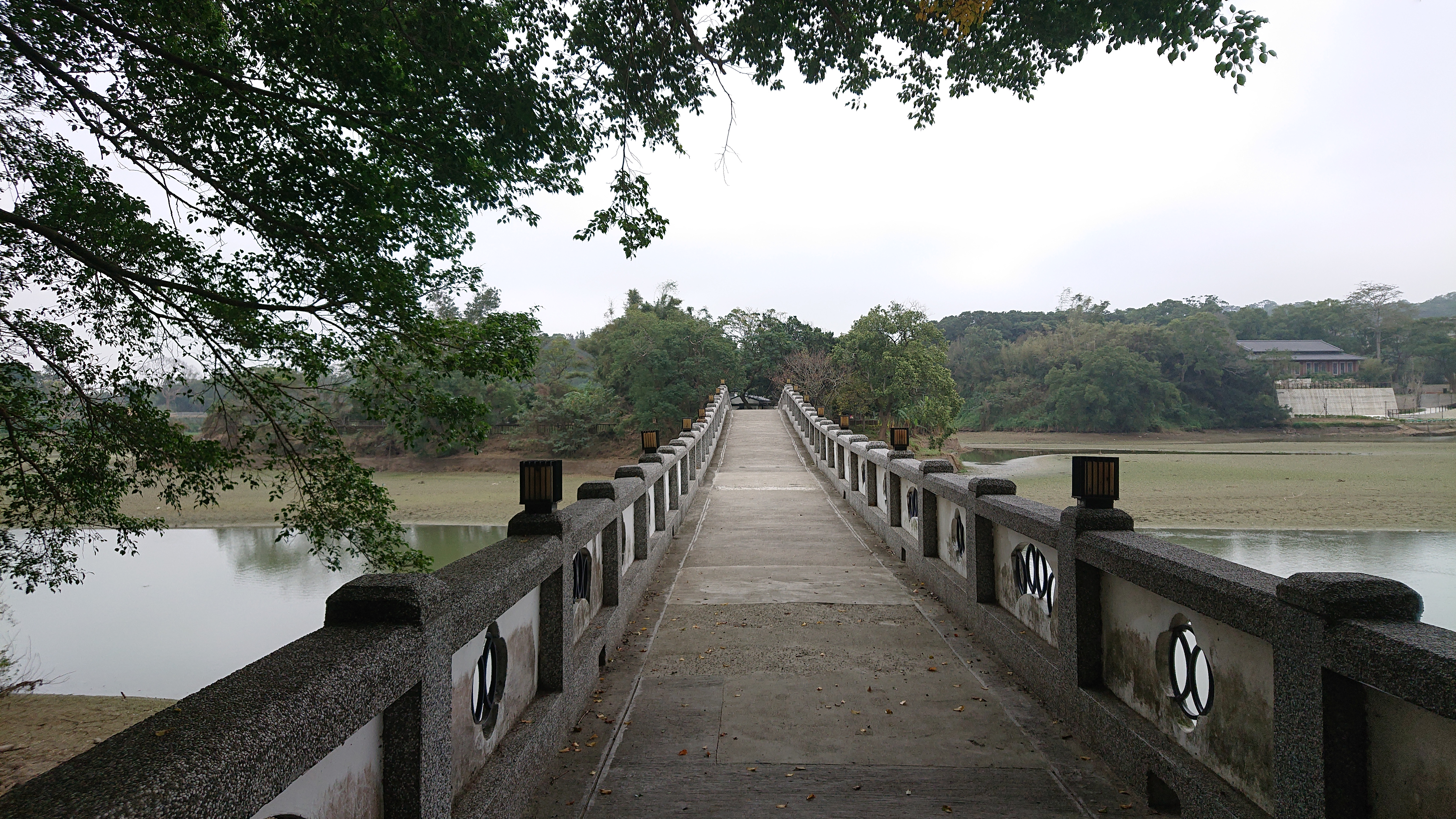
映月橋的橋面上

映月橋（原名：跨湖橋）為新竹市政府2007年所推動之「青草湖重生計畫」所建設的橋梁，讓遊客可以從環湖步道經由映月橋踏上于飛島，以輕量化、圓弧線呈現，並以白色為主體，搭配中國元素的扇子等，來裝飾橋面。

### 飛島（鳥島）
于飛島（原名：鳥島）為青草湖因泥沙堆積而形成的湖中島嶼，因為1981年代所產生的淤沙，讓整個青草湖水庫無蓄水功能，同時也賞了青草湖觀光一個大巴掌，再加上颱風的摧殘下，淤沙日益嚴重，整個地區看似了無生機，卻也意外地在湖中堆積成一座保育人士中著名的「鳥島」，吸引各式鳥類聚集。
直到2007年，新竹市政府才開始推動「青草湖重生計畫」，並將青草湖上的鳥島取名為「于飛島」，與鳳凰橋相呼應，取其「鳳凰于飛」之意，藉此希望增添青草湖浪漫氣氛，更期許恢復青草湖昔日台灣八景之一的風貌，而連接于飛島的拱橋（映月橋）也同步施工中。2009年12月17日，正式宣告完工，並由前副總統呂秀蓮、前市長林政則共同揭牌，讓遊客可以經由映月橋，踏上于飛島，仰坐「心心相映亭」，遙望「清風明月亭」，一覽青草湖的風光。

### 環湖步道
青草湖環湖步道串聯起周遭景點，從無上和尚紀念公園、靈隱寺、清風明月牆、青草湖風景紀念碑、鳳凰橋、煙波大飯店、賞景草坡、映月橋、于飛島等景點，遊客也可以騎乘單車來一場環湖之旅。
配合環河步道的工程，市政府特別在停車場附近，增設景點「清風明月牆」與「唯無知足窗」，和心心相映亭相望，本工程已於2009年12月19日正式完工，並由前市長林政則揭牌，特別的是利用漢朝的古錢幣為樣板的「唯無知足窗」提醒個民眾「藉口錢」的真諦，旁邊也有綠色長廊，供遊客行走，累的話何不坐在20株樟樹旁邊休息，手裡拿著必吃美食「噴水香腸」，陪伴著青草湖，或是躺在「賞景草坡」上，湖光山色自然連成一氣。

### 碼頭
新竹市政府於2010年5月起，進行興建遊艇碼頭工程，興建期間將打開排砂道閘門排水，並暫不蓄水，以利工程進行。目前已完工，並於停車塔前方水面設置一浮水碼頭，由停車塔可眺望優美的湖光水色景緻。

### 青草湖水域遊憩中心
新竹市政府於2017年9月起委外廠商經營，青草湖水域遊憩中心提供SUP立式划槳體驗及各項水上活動等，並於2019年5月引進天鵝船供民眾有更多水域遊憩新選擇。

### 周邊景點
1. 環湖步道周邊景點
  - 靈隱寺
  - 無上和尚紀念公園
  - 煙波大飯店
2. 明湖路周邊景點
  - 明湖公園
  - 客雅大道
  - 茄苳景觀大道
  - 李錫金孝子坊
  - 鄭用錫墓
  - 壹同寺
  - 青草湖國小
3. 青峰路、高峰路周邊景點
  - 古奇峰
  - 高峰植物園
  - 十八尖山
  - 陽交大竹湖

## 交通
自行開車
1. 利用國道一號
  - 新竹交流道→光復路往新竹市區方向行駛→東大陸橋下南大路左轉→接明湖路→煙波大飯店左轉
  - 新竹交流道→新安路往新竹市區方向行駛→左轉高翠路(綠色長廊)→右轉高峰路→左轉高峰路386巷（古奇峰方向）→環湖路
2. 利用國道三號
  - 茄苳交流道→往新竹市區方向行駛→右轉入柴橋路(縣道117號)→右轉環湖道路→青草湖
  - 茄苳交流道→往新竹市區方向行駛→茄苳景觀大道→右轉客雅大道→右轉明湖路→煙波大飯店左轉
3. 從新竹火車站前往
  - 新竹火車站→中華路三段往香山方向行駛→振興路（西大路）過地下道→右轉南大路→接明湖路→煙波大飯店左轉

搭乘交通工具
1. 從新竹火車站前往
  - 從新竹客運長途客運總站，搭乘往新城、三峰、中崎林的新竹客運班車，在青草湖站下車

## 外部連結
- 青草湖風景區